# Kościół Zjednoczonych Chrześcijan
Kościół Zjednoczonych Chrześcijan – fikcyjny związek wyznaniowy działający na terenie Polski w latach 1990–1993.
Kościół Zjednoczonych Chrześcijan został założony przez przedsiębiorcę Zbigniewa Szczesiula vel Marka Kwietnia. Wspólnota wielokrotnie zmieniała statut dostosowując go do swoich potrzeb. Działalność związku jako wyznania religijnego była od początku fikcyjna. Zwierzchnik Kościoła i jego współpracownicy wykorzystywali w latach 1990–1992 przywileje podatkowe dla celów prowadzonej działalności gospodarczej. 
W 1993 roku arcybiskup Kościoła, Zbigniew Szczesiul, został aresztowany i oskarżony o narażenie Skarbu Państwa na uszczuplenie cła w kwocie ponad 10 miliardów złotych. Następnie w 1994 roku skazany przez Sąd Rejonowy w Warszawie na 4 lata pozbawienia wolności. W latach 1993–1995 przeprowadzono proces delegalizacji Kościoła. Jako podstawę do tej procedury wskazano sfałszowanie listy członków założycieli.